# Карл Вільгельм Шлегель
Карл Вільгельм Шлегель (нім. Karl Wilhelm Schlegel 18 листопада 1828 року, Шан, Ліхтенштейн — 24 вересня 1900, Вадуц, Ліхтенштейн) — лікар, депутат Ландтагу Ліхтенштейну, віце-спікер та спікер парламенту.

## Біографія
Карл Вільгельм Шлегель народився у родині доктора Ганнібала Шлегеля та його дружини Джозефи у Шані. Коли йому було півтора року, родина Шлегелів переїхала через брак лікарів до швейцарського кантону Граубюнден у Преттігау. Карл Вільгельм відвідував школу у Клостерс-Зернойс.
У 1838 році родина повернулася до Ліхтенштейну та мешкала спочатку у Вадуці, а згодом знову у Шані. У 1847 році Шлегель вступив до медичної школи Університету Альберта-Людвіга у Фрайбурзі, звідки він переїхав у 1850 році до Відня. У 1853 році здобув ступінь доктора медицини в університеті Фрайбурга, і отримав у тому ж році ліцензію на медичну практику в Ліхтенштейні. У 1872 році Шлегель був призначений державним лікарем Ліхтенштейну.
Після прийняття нової Конституції у 1863 році Шлегель став заступником члена парламенту. У 1868 році він був обраний депутатом Ландтагу. У 1871—1876, 1878—1881 та 1886—1889 роках Карл Вільгельм Шлегель був спікером парламенту. У 1861—1889, а також у 1890/91 обіймав посаду віце-спікера Ландтагу.